# Бухтоярова, Валентина Владимировна
Валентина Владимировна Бухтоярова (род. 1949, Семидесятное, Воронежская область) — советская парашютистка, участница мирового рекорда; служила в ВДВ Вооружённых сил СССР, ветеран Воздушно-десантных войск и Воронежского аэроклуба.

## Биография
Родилась в 1949 году в селе Семидесятное, Хохольского района, Воронежской области.
В 1967 году, получив аттестат об окончании школы, поехала в Воронеж. Днём работала, вечером занималась в аэроклубе, заочно училась в энергетическом техникуме.
Начала прыгать с парашютом в 1968 году на аэродроме «Гремячье».
В 1971 году Бухтоярова ушла на службу в 51-й гвардейский парашютно-десантный полк тульской дивизии ВДВ, имея за плечами 450 прыжков и первый спортивный разряд. В этом же году на соревнованиях в Тамбове она сдала нормативы мастера спорта, минуя ступень кандидата в мастера спорта.
28 октября 1977 года совершила ночной групповой прыжок (10 человек: Н. Пронюшкина, Л. Фишер, Н. Гриценкова, Н. Василькова, Е. Егорова, Р. Бурлака, М. Чернецкая, В. Бухтоярова, З. Вакарова и З. Салмина) — с высоты 14 125 метров. Спортсмены пролетели в свободном падении 13 580 метров. Является мировым рекордом.
Валентина Владимировна совершила более четырёх тысяч прыжков.
В настоящее время находится на пенсии, живёт в Туле.

### Семья
Со своим будущим мужем — Михаилом Хохловым — она познакомились на сборах в 1972 году, вскоре они поженились. Михаил тоже был спортсменом-парашютистом. Супруги ездили по соревнованиям, порой находились друг от друга достаточно далеко. Он тренировался в Азербайджане — в Кировобаде, а Валентина — в Туле. Детей у них не было.

## Награды
- Мастер парашютного спорта СССР

## Память
- В фонде музея Воронежского аэроклуба имеются подлинные вещи, документы и награды Бухтояровой.[2]